# Грегъри Бейтсън
Грегъри Бейтсън (на английски: Gregory Bateson; р. 9 май 1904 – п. 4 юли 1980) е британски антрополог и учен в областта на обществените науки, лингвистиката, визуалната антропология, семиотиката и кибернетиката, чиито изследвания се засичат с такива от множество други области. Едни от най-известните му трудове са поместени в книгите му Steps to an Ecology of Mind (1972) и Mind and Nature (1979). Angels Fear (публикувана посмъртно през 1987 г.) е написана в съавторство с дъщеря му Мари Катрин Бейтсън.

## Научни приноси
Приносът на Грегъри Бейтсън към социалните науки е необятен, излишно е да се опитваме да го затворим в една или друга категория.
Дългогодишните му изследвания варират от теренни проучвания заедно със съпругата му Маргарет Мийд на Балийските острови, през наблюдението на морски бозайници на Хавайските острови до работата му с психично болни в Пало Алто. На пръв поглед разнородните търсения намират своето единство в комуникационна теория, структурирана в нива на познание, достъпни за съответния биологически организъм.
Най-общо казано всеки жив организъм е несъвършено свързан към своята среда чрез възприятията си, в това число и човека.
В Mind and Nature Бейстън се пита от каква гледна точка може да съдим за ефикасността на възприятията, не е ли човешката заблуда, че сме перфектно интегрирани в биосферата, най-опасната нагласа на човешкия ум. Оттук и предложението на автора за една „екология на ума“, тоест преосмисляне на арогантността на целите, които самоуверено си поставяме в полето на съзнанието, основавайки се на парченцата информация, която неговият екран филтрира.
Нека за момент се замислим, колко редуктивно е съвременното масово разбиране за екология, като хоби или наслада за презадоволени интелектуалци и колко по радикално и прогресивно е предложението за една „екология на ума“. От тази гледна точка самият факт, че говорим за екология, единствено след като сме взели предвид „икономическите“ (грешно разбирайки финансови) фактори е симптом за патология, кореняща се в несъвършеното вписване на нашия ум чрез ограничената му сетивност в средата.
Несъвършенството на сетивата не се постулира от абсолютната гледна точка на една тотална и идеална интеграция в средата, а се извежда от факта, че сетивността си има свой ритъм, обсег и е историческа, тоест е биологически и еволюционно възникнала.
Сварената жаба, съживената метафора за едно колективно самоубийство: Жаба, потопена в гореща вода, незабавно изскача от тенджерата, но ако е поставена на котлон в хладка вода, то можем да я сварим без нейните сетива да и дадат възможност да реагира. Метафората, предложена от Бейтсън в Mind and Nature, е съживена от Ал Гор във филма „Неудобната истина“ („An Inconvenient Truth“), за да се илюстрира самоубийствената нагласа на човечеството от гледната точка на глобалното затопляне.